# Lorencea guatemalensis
Lorencea guatemalensis är en måreväxtart som först beskrevs av Paul Carpenter Standley, och fick sitt nu gällande namn av Attila L. Borhidi. Lorencea guatemalensis ingår i släktet Lorencea och familjen måreväxter. Inga underarter finns listade i Catalogue of Life.